# Clent Castle

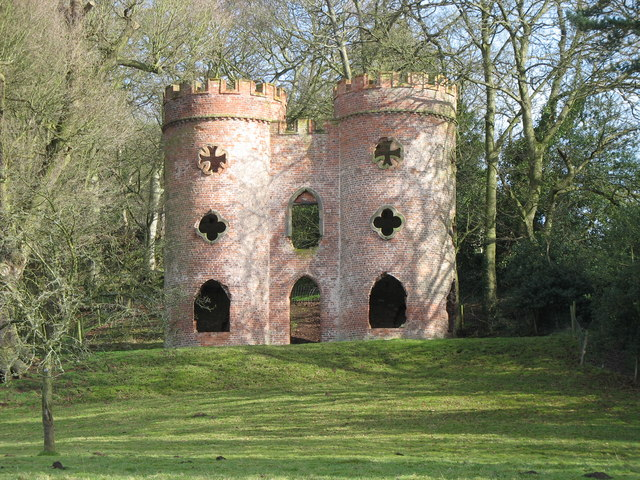
Clent Castle

Clent Castle ist eine künstliche Burgruine als Folly auf dem Gelände von Clent Grove im Dorf Clent in der englischen Grafschaft Worcestershire. Thomas Liell ließ sie Ende des 18. Jahrhunderts errichten. English Heritage hat es als historisches Gebäude II. Grades gelistet.
Die Folly (auch „Sham Castle“) wurde aus handgemachten Ziegeln erbaut und verputzt. Es handelt sich um zwei runde Türme, die durch einen Mittelteil verbunden sind. Die Türme sich drei Stockwerke hoch um haben zinnenbewehrte Brüstungen. Die Fensteröffnungen haben steinerne Architrave. Die Türme besitzen Spitzbogenfenster vorne und an den Seiten, kleeblattförmige Fenster im 1. Obergeschoss und Fenster in Form von Malteserkreuzen darüber. Der Mittelteil hat eine Spitzbogendurchgang im Erdgeschoss und ein Spitzbogenfenster im Obergeschoss. Diese Folly erscheint der Castlebourne Folly ähnlich.